# Danielum ixbauchac
Danielum ixbauchac is een krabbensoort uit de familie van de Pilumnidae. De wetenschappelijke naam van de soort is voor het eerst geldig gepubliceerd in 1995 door Vázquez-Bader & Gracia.